# قلعه روتله
قلعه روتله(به کردی:قەڵا ڕۊتەڵە) روستایی از توابع بخش کرفتو شهرستان دیواندره در استان کردستان ایران است.

## جمعیت
این روستا در دهستان زرینه قرار دارد و براساس سرشماری مرکز آمار ایران در سال ۱۳۸۵، جمعیت آن ۱٬۰۰۱ نفر (۲۰۶خانوار) بوده‌است.